# 인제고등학교 (인천)
인제고등학교(仁濟高等學校)는 대한민국 인천광역시 남동구 간석동에 위치한 사립 고등학교이다.

## 학교 연혁
- 1982년 1월 21일 : 학교법인 성헌학원 설립 인가
- 1982년 10월 26일 : 성헌고등학교 12학급 인가
- 1982년 10월 26일 : 초대 박정숙 교장 취임
- 1983년 3월 1일 : 개교
- 1995년 12월 29일 : 학교법인 양지학원으로 법인명 변경
- 1997년 3월 1일 : 인제고등학교로 교명 변경
- 1999년 10월 20일 : 학생식당(서경관) 준공
- 2006년 10월 10일 : 신관 준공
- 2020년 2월 1일 : 박옥희 이사장 취임
- 2020년 10월 17일 : 다목적대강당(양지관) 준공
- 2023년 2월 2일 : 제38회 졸업(졸업생 243명) 전체 졸업생 15,933명(조기졸업 8명 포함)
- 2023년 3월 1일 : 제10대 전재명 교장 취임
- 2023년 3월 2일 : 입학(입학생 249명)

## 참고 자료
- 인제고등학교 - 한국교육학술정보원 학교알리미